# Марданов, Халик
Хали́к Марда́нов (азерб. Xaliq Mərdanov; 31 марта 1971, Азербайджанская ССР) — советский и азербайджанский футболист, полузащитник. Играл за сборную Азербайджана.

## Клубная карьера
Воспитанник азербайджанского футбола.
Начинал карьеру в 1988 году в клубе Второй лиги СССР «Кяпаз» из города Кировоград, в 1989 перешёл в «Нефтчи» из Баку, но так и не сыграв в «Нефтчи», вернулся обратно в «Кяпаз», который в 1991 именовался «Динамо». После распада СССР, как и многие ведущие азербайджанские футболисты, перебрался в Россию, играл за «Терек» из Грозного.
С 1994 по 1999 играл за «Кяпаз», в составе которого стал трёхкратным чемпионом страны в 1995, 1998 и 1999 годах. В 1999 перешёл в «Шамкир», с которым трижды подряд выиграл золотые медали чемпионата.
С 2005 по 2006 годы играл в «Кяпазе», но после того как в следующем году команда снялась, перешёл в агдамский «Карабах», где и завершил карьеру, составляя с Самиром Мусаевым острый тандем в атаке.

## Карьера в сборной
В национальной сборной Азербайджана с 1994 по 2001 год провёл 6 матчей, мячей так и не забив.

## Достижения
- Чемпион Азербайджана: 1994/95, 1997/98, 1998/99 (в составе «Кяпаза»), 1999/2000, 2000/01, 2001/02 (в составе «Шамкира»)
- Серебряный призёр чемпионата Азербайджана: 2003/04 (в составе «Шамкира»)
- Бронзовый призёр чемпионата Азербайджана: 1993/94, 1995/96 (в составе «Кяпаза»)
- Обладатель Кубка Азербайджана: 1993/94, 1996/97, 1997/98 (в составе «Кяпаза»)
- Финалист Кубка Азербайджана: 2001/02, 2003/04 (в составе «Шамкира»)